# Liste des maires de Gourdon (Lot)
Cet article dresse une liste par ordre de mandat des maires de Gourdon.

## Liste des maires

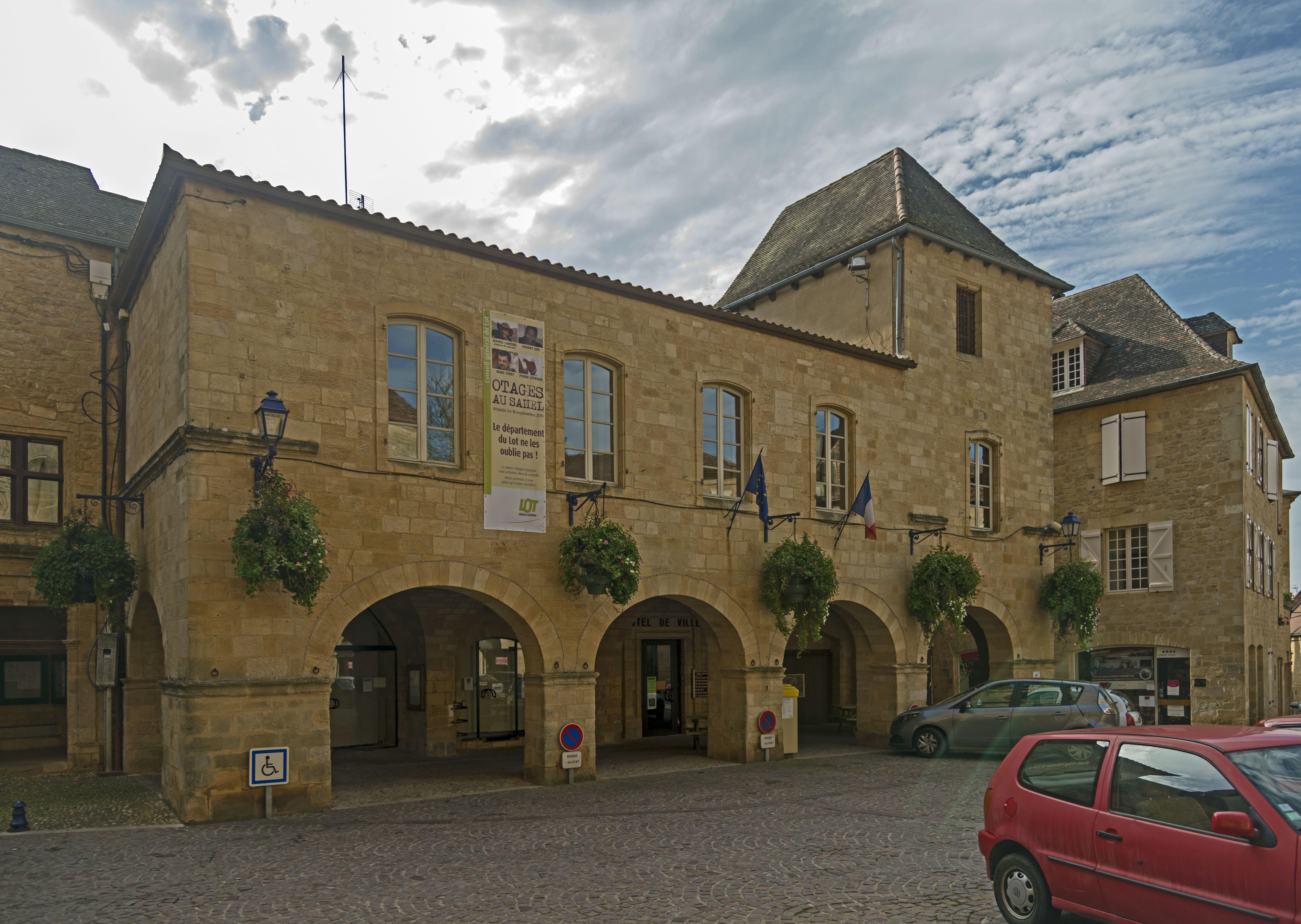
L'hôtel de ville de Gourdon.

| Période                                  | Période  | Identité                      | Étiquette                 | Qualité |
| ---------------------------------------- | -------- | ----------------------------- | ------------------------- | --- |
| Les données manquantes sont à compléter. |          |                               |                           | |
| 1793                                     | 1800     | Jean Cavaignac                |                           | |
| 1801                                     | 1806     | Jean Molinier                 |                           | |
| 1807                                     | 1812     | Pons Mayniol                  |                           | |
| 1812                                     | 1830     | Jacques Delcamp               |                           | |
| 1830                                     | 1849     | Jean Pierre Soulery           |                           | |
| 1849                                     | 1852     | Jean Lagane                   |                           | |
| 1852                                     | 1854     | Barthélémy Ferie              |                           | |
| 1854                                     | 1857     | Jean Lagane                   |                           | |
| 1857                                     | 1865     | Jean Baptiste Élie Corneilhan |                           | |
| 1865                                     | 1869     | Eugène Hebrard                |                           | |
| 1869                                     | 1870     | Jean Lagane                   |                           | |
| 1870                                     | 1871     | Hugues Vialla                 |                           | |
| 1871                                     | 1876     | Jacques Vialle                |                           | |
| 1876                                     | 1889     | Jean-Baptiste Calmeilles      |                           | Conseiller général de Gourdon |
| 1889                                     | 1892     | Alphonse Linol                |                           | Conseiller général de Gourdon |
| 1892                                     | 1896     | Jean-Baptiste Calmeilles      |                           | Conseiller général de Gourdon |
| 1896                                     | 1902     | Alphonse Linol                |                           | Conseiller général de Gourdon |
| Les données manquantes sont à compléter. |          |                               |                           | |
| 28 novembre 1944                         | 1971     | Marc Baudru                   | SFIO puis PS              | Conseiller général de Gourdon Sénateur                                                                                               |
| 1971                                     | 1977     | Jean-Pierre Dannaud,          | UDR, puis RPR             | Conseiller d'État Commissaire général au Tourisme Conseiller général de Lauzès Commandeur de la Légion d'honneur                     |
| 1977                                     | 1989     | Jean-Lucien Cabanès,          | MRG                       | Médecin Conseiller général de Gourdon Officier de la Légion d'honneur                                                                |
| 1989                                     | 1995     | François Rey,                 | PS                        | |
| 1995                                     | 2008     | Arlette Feixa                 | DVD puis UMP              | Médecin-anesthésiste Adjointe au maire de Salviac Chevalier de la Légion d'honneur Suppléante du député Michel Roumégoux (2002-2007) |
| mars 2008                                | mai 2020 | Marie-Odile Delcamp,          | PS puis DVG, puis EM/LREM | Présidente de la CC Quercy-Bouriane (2014,-2020) Conseillère régionale de Midi-Pyrénées,                                             |
| mai 2020                                 | En cours | Jean-Marie Courtin            |                           | Président de la CC Quercy-Bouriane (depuis 2020)                                                                                     |